# السجاعي
السُّجَاعِي أحمد بن أحمد بن محمد السجاعي البدراوي الأزهري(1197 هـ / 1783 م) نحوي وفقيه شافعي مصري. يعود نسبه إلى قرية السجاعية. له تصانيف كثيرة كلها شروح وحواش ورسائل ومتون منظومة في علوم الدين والأدب والتصوف والمنطق والفلك.

## شيوخه[2]
1. أبوه أحمد بن محمد بن محمد، -1190هـ.
2. مرتضى الزبيدي محمد بن محمد بن عبد الرزاق الحنفي، 1145- 1205هـ.
3. حسن المدابغي الشافعي، -1170هـ.
4. محمد بن محمد البليدي المالكي، -1176هـ.
5. يوسف بن أحمد الحفني الشافعي، -1178هـ.
6. أحمد بن عبد الفتاح الملوي الشافعي، -1181هـ
7. حسن بن إبراهيم الجبرتي الحنفي، -1188هـ.

## منزلته بين علماء عصره
قال الجبرتي:
تصدر للتدريس في حياة أبيه وبعد موته في مواضعه وصار من اعيان العلماء وشارك في كل علم وتميز بالعلوم الغربية ولازم الوالد وأخذ عنه علم الحكمة والهداية وشرحها للقاضي زاده قراءة بحث وتحقيق ... وله في تلك الفنون تعاليق ورسائل مفيدة وله براعة في التأليف ومعرفة باللغة وحافظة في الفقه.

## الأعمال
1. «الدرر في إعراب أوائل السور» وهو شرح لتسعة أبيات نظمها السجاعي في إعراب فواتح القرآن ولخص الشرح من تفسير البيضاوي ومن حواشيه ومن الإتقان للسيوطي وغير ذلك.[2]
2. «شرح معلقة امرئ القيس»
3. «شرح لامية السموأل»
4. «حاشية على شرح القطر لابن هشام»
5. «حاشية على شرح ابن عقيل للألفية في النحو»
6. «منظومة في الاستعارات».

ولأحد تلاميذه رسالة سماها «فهرس مؤلفات السجاعي».
ومن مؤلفاته المطبوعة أيضاً:
1. رسالة تتعلق بلفظ (أشياء). ذكر السجاعي أنها مأخوذة من شرح الشافية لزكريا الأنصاري ومن حاشية الشنواني عليه.[4]
2. رسالة في إعراب (أرأيت).
3. فنح المالك بما يتعلق بقول الناس : «وهو كذلك». والمقصود من هذه الرسالة بيان مرجع الضمير والإشارة في قول: وهو كذلك، إجابة لمن قال: أنا أحبك. وبيان أن المعنى: إخبارك بثبوت المحبة لازم مثل ثبوتها في الخارج.[4] وفرغ السجاعي من الرسالة 1172هـ.[4]
4. القول النفيس في إعراب جملة من كلام إمامنا الشافعي محمد بن إدريس. وهو في إعراب قول الشافعي: قَلَّ مَن جُنَّ إلا وأنزل. وفرغ السجاعي من الرسالة 1175هـ.[4]
5. شرح السجاعي لبيتي المقولات.
6. فتح الوكيل الكافي بشرح متن الكافي.
7. منظومة فيما يذكر ويؤنث من أعضاء الإنسان وما يؤنث من غيرها وما فيه الوجهان.
8. فتح الرحمن بشرح ما يذكر ويؤنث من أعضاء الإنسان. وهو شرح للمنظومة التي قبلها.
9. رسالة في أسماء مكة المشرفة.
10. القول الأزهر فيما يتعلق بأرض المحشر.
11. فتح المنان ببيان الرسل التي في القرآن.
12. فتح الرؤوف الرحمن بشرح ما جاء على مفعل ونحوه من المصدر واسم الزمان.

وله 142 كتاباً ما بين مطبوع ومخطوط ومفقود على ما ذكره محقق أربع رسائل في النحو والصرف التي نقلنا منه المطبوعات السابقة.